# Móra László (költő)
Móra László (Zenta, 1890. október 20. – Budapest, 1944. december 29.) pedagógus, iskolaigazgató, író, költő, lapszerkesztő és művelődésszervező, székesfővárosi tanügyi szakfelügyelő. Móra István költő fia, Móra Ferenc unokaöccse.

## Élete
Móra István költő, tanító és Ujfalussy Éva Katalin harmadik gyermekeként látta meg a napvilágot.
Gyermekként került Budapestre, ott végezte el népiskolai és középiskolai tanulmányait, majd a pápai tanítóképzőben szerzett oklevelet 1909-ben. 1910-től Óbudán, a Hunor utcai elemi iskolában („barakk-iskola”) tanított. Az első világháborúban előbb a szerb, majd az olasz fronton teljesített szolgálatot; a Piave mellett esett fogságba. Francia hadifogolytáborokban raboskodott Bretagne-ban és az észak-franciaországi Coincy mellett, ahonnan 1920-ban tért haza. Óbudán, a Vörösvári úti elemi iskolában folytatta pedagógusi munkáját, majd a belvárosi Cukor utcai polgári leányiskolában tanított. 1930 őszén „oktatói és költői sikereire” tekintettel, a budai várban lett elemi iskolai igazgató. Ő igazgatta Óbudán a téglagyári munkások gyerekei számára 1934-ben felépített Külső-Bécsi úti elemi, majd később polgári iskolát.
Tizenkilenc éves korában kapcsolódott be az irodalmi munkába; az első verse 1909-ben jelent meg nyomtatásban az Ország-Világban. Pedagógiai munkája mellett rendszeresen publikált verseket, novellákat, meséket, tankönyveket, amelyek gyors egymásutánban jelentek meg a napi- és hetilapok hasábjain; egy részük angol, német és lengyel fordításban is. Több ifjúsági és gyermeklap munkatársa. Felelős szerkesztője volt az 1928–36-ban megjelent Meseország. A magyar tanítók gyermeklapja. című kiadványnak, 1938-tól főszerkesztője a Magyar Ifjúsági Vöröskereszt című lapnak, szerkesztette az Országos Gárdonyi Géza Irodalmi Társaság évkönyvét Simon Lajossal és a Tanulók naptárát. Az 1930-as években rendszeresen mondott meséket a Magyar Rádióban, s tartott ismeretterjesztő előadásokat.
Az 1922-ben alakult Gárdonyi Géza Irodalmi Bizottság, majd a Gárdonyi halálát követő átszervezés után az 1923. július 6-án megalakult Országos Gárdonyi Géza Irodalmi Társaság főtitkára lett, mely posztot 1940-ig töltötte be. Alelnöke az 1933-ban alakult Gyóni Géza Irodalmi Társaságnak, 1935-től tagja a Kiskunfélegyházán tevékenykedő Móra Ferenc Társaságnak. Tagjai közé választotta a Magyar Irodalomtörténeti Társaság, a Berzsenyi Dániel Irodalmi és Művészeti Társaság, valamint a Balatoni Társaság is.
Költészetében – gyermekversei többségében is – az otthon-, a család-, a szülő-, az Alföld- és a természetimádat párosul a mély, irredentizmussal átszőtt hazafisággal és Istenszeretettel. XX. század című verskötetét az Ideiglenes Nemzeti Kormány 1945. február 26-án kelt 530/1945. M.E. számú rendeletével „fasiszta szellemű és szovjetellenes sajtóterméknek” nyilvánította, indexre tette, s annak fellelhető példányait megsemmisíttette.
Mint irodalommal foglalkozó pedagógus, pályája során számos elismerésben részesült.
1910-ben vette feleségül Vadas Gizellát; házasságukból két gyermek született: László (1913) és Bertalan (1916).
1944. december 29-én holtan találták feleségével együtt testvérhegyi lakásukban. Halotti anyakönyvi bejegyzése szerint halálának oka „öngyilkosság, mérgezés”. Feltételezések szerint a szovjetek bejövetele utáni fenyegetettségben menekültek a halálba.

## Főbb művei
- Álmok szekerén. Szeghalom: „Nemzedékek” Kiadó. 1925.  (versek)
- Sír egy ország: Szavalásra alkalmas versek a tanuló ifjúság számára. Budapest: Magánkiadás – Bichler J. könyvnyomdája. 1926.
- Így jó. Budapest: Országos Gárdonyi Géza Irodalmi Társaság. 1929.  (versek)
- Három borsó, három korsó és egyéb mesék. Budapest: (kiadó nélkül). 1929.
- XX. század. Dombóvár: Magánkiadás – Bagó nyomda. 1939.  (versek)
- Szobor az utcasarkon.  (regény)
- Nyolcévesek szövetsége. Budapest: Magyar Népművelők Társasága. 1943.  = A Gyermekvilág kiskönyvtára,  (regény) [12]
- Móra László: Válogatott írások. Szerk.: Kapus Béláné–lektor: Dr. Szörényi László. Budapest: Óbuda-Békásmegyer Önkormányzata. 2016.  ISBN 978-963-88214-4-7

## Díjai, elismerései
- Rökk Szilárd-díj (1923)[15]
- Gárdonyi Géza-díj (1926)[11]
- Székesfővárosi kir. tanfelügyelő dicsérete (1928)[15]
- Marczibányi-díj (?)[16]
- Kisfaludy Társaság nagydíja (1938)[19]
- Kölcsey-pályadij[20] (1943)[16]